# Eerste Divisie „7 December”

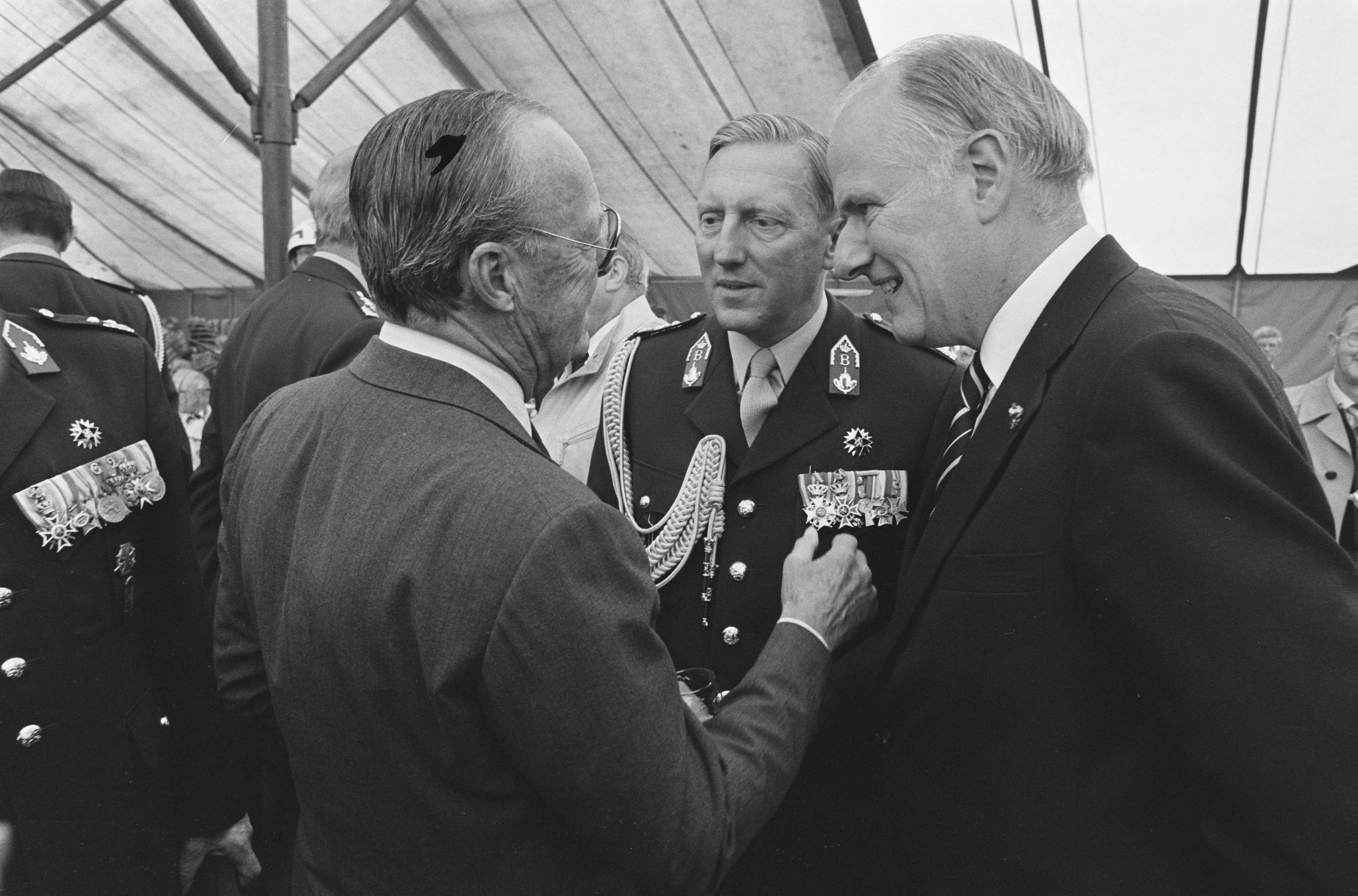
Prinz Bernhard zum 40-jährigen Bestehen der Eerste Divisie im Jahr 1986

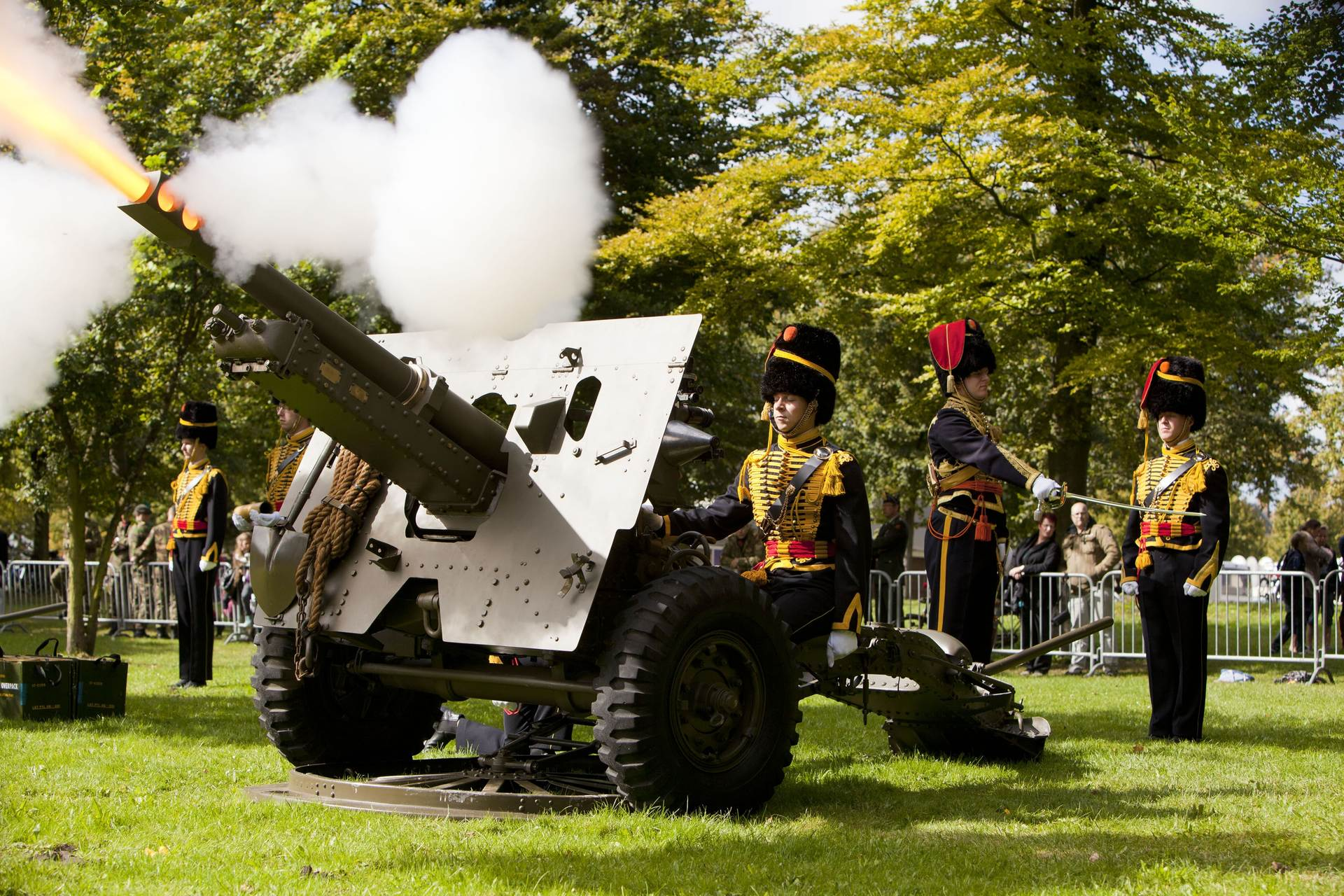
Gele Rijders Prinsjesdag 2012

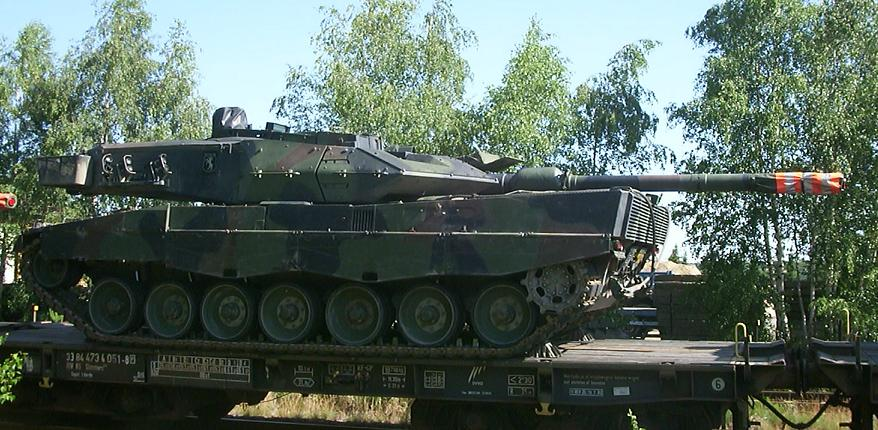
Leopard 2 der niederländischen Streitkräfte

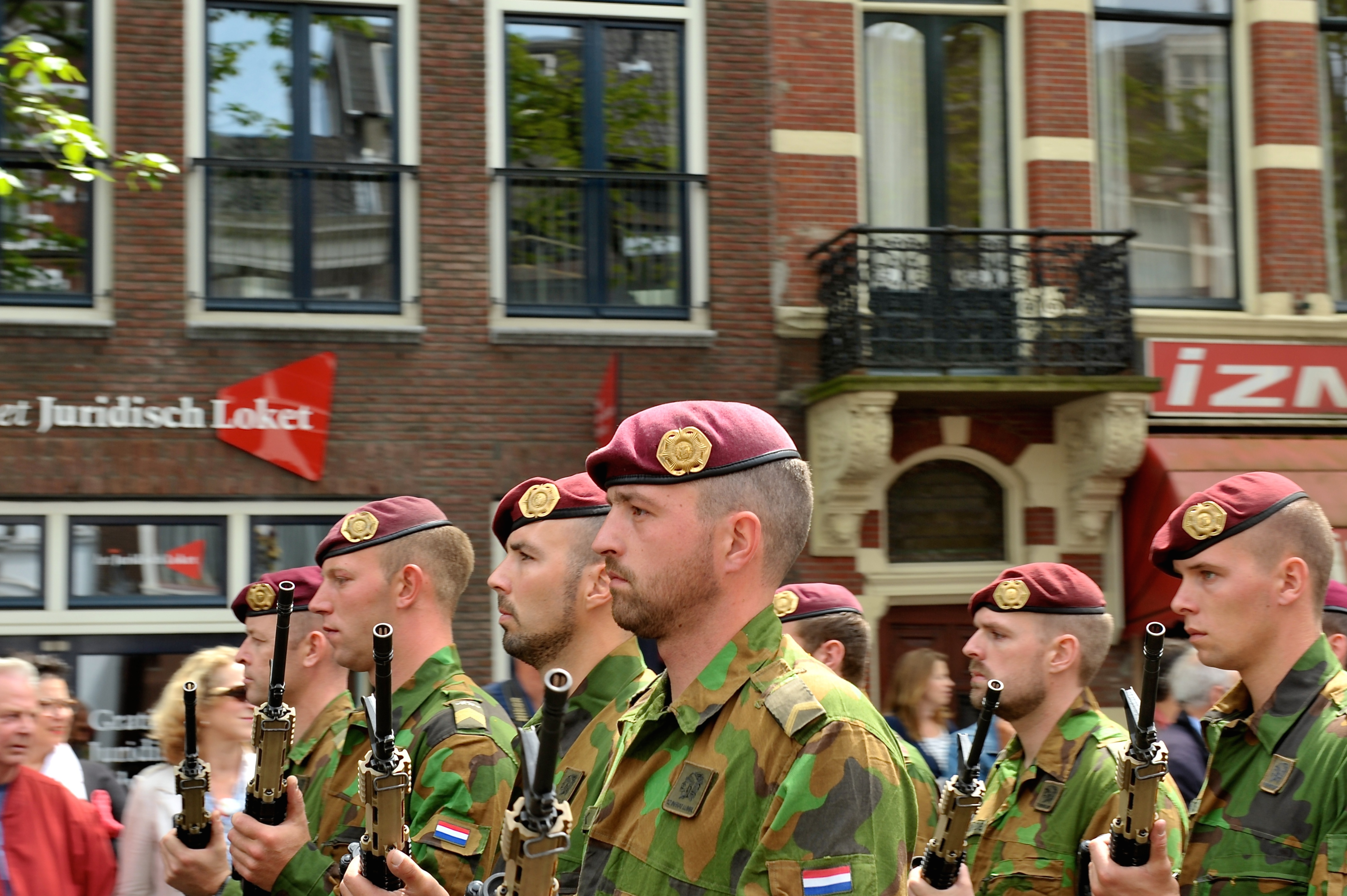
Regiment van Heutsz auf dem Veteranentag 2014

Die Eerste Divisie war ein niederländischer Großverband, der 1946 aufgestellt wurde, um die Sicherheit in den niederländischen Kolonien in Fernost zu gewährleisten. Später war die Division eine von insgesamt drei Divisionen des Eersten Legerkorps (I. NL Korps), die in der Gemeinde Arnhem (niederländisch Arnhem) stationiert war. Der Beiname „7 December“ nimmt Bezug auf eine am 7. Dezember 1942 über Radio Oranje ausgestrahlte Rede von Königin Wilhelmina aus dem Londoner Exil, in der die Einheit der niederländischen Kolonien mit dem Mutterland beschworen wurde.

## Wappen
Das Wappen besteht aus dem Stadtwappen von Batavia, einem Schwert mit Lorbeerkranz auf rotem Grund. Außerdem die Buchstaben EM für Expeditionskorps.

## Geschichte
Die Eerste Divisie wurde 1946 auf Geheiß von Königin Wilhelmina aufgestellt. Der militärische Verband sollte ein Teil der überseeischen Kolonien Indonesien, Surinam und Curaçao sein und dort niederländische Interessen durchsetzen. In den Jahren von 1946 bis 1950 dienten insgesamt 18.544 Mann (880 Offiziere, 1300 Unteroffiziere und 16.364 Mannschaftsdienstgrade), davon viele aus Indonesien, bei der Eersten Divisie. Ende November 1949 wurde die Division in die Niederlande zurückverlegt. Damit hatten viele Angehörige der Division über drei Jahre Dienstzeit in den Tropen verbracht.
Der erste Divisionskommandeur war Generalmajor Henri Julius Jan Willem Dürst-Britt (1894–1963), welcher den Befehl am 2. September 1949 auf Generalmajor Eduard Engels (1895–1959) übertrug.

### Kalter Krieg
In den Jahren 1958 bis 1959 wurde die Eerste Divisie in eine moderne und nach Alarmierung und Mobilisierung einsatzfähige NATO-Armee-Einheit umgewandelt, die im Verteidigungsfall im Rahmen des I. NL Korps im nördlichen Niedersachsen eingesetzt werden sollte. 1985 befand sich das Hauptquartier der Eerste Divisie in Schaarsbergen bei Arnhem. Das 102nd Reconnaissance Battalion (Panzeraufklärungsbataillon) war eine der vorgeschobenen Einheiten, die im Gefechtsabschnitt von NORTHAG, zusammen mit anderen Verbänden, das Verzögerungsgefecht zu führen hatte, solange bis die Hauptkräfte am Vorderen Rand der Verteidigung eingetroffen und gefechtsbereit waren.

#### Gliederung während des Kalten Krieges
- 11e Pantserinfanteriebrigade (11 Painfbrig) / 11. Armoured Infantry Brigade (PzGrenBrig)
  - 101. Tank Battalion "Regiment Huzaren Prins Alexander" (PzBtl)
  - 12. Armoured Infantry Battalion "Garde Regiment Jagers" (PzGrenBtl)
  - 48. Armoured Infantry Battalion "Regiment van Heutsz" (PzGrenBtl)
  - 11. Horse Artillery Battalion "Gele Rijders" (ArtBtl)

- 12e Pantserinfanteriebrigade (12 Painfbrig) / 12. Armoured Infantry Brigade (PzGrenBrig)
  - 11. Armoured Infantry Battalion "Garde Regiment Grenadiers" (PzGrenBtl)
  - 13. Armoured Infantry Battalion "Garde Fusiliers Princess Irene" (PzGrenBtl)
  - 59. Tank Battalion "Regiment Huzaren Prins Oranje" (PzBtl)
  - 14. Field Artillery Battalion (ArtBtl)

- 13e Pantserbrigade (13. Pabrig) / 13. Armoured Brigade (13. PzBrig)
  - 11. Tank Battalion "Huzaren van Sytzama" (PzBtl)
  - 49. Tank Battalion "Huzaren van Sytzama" (PzBtl)
  - 17. Armoured Infantry Battalion "Regiment Infanterie Chasse" (PzGrenBtl)
  - 12. Field Artillery Battalion (FeldArtBtl)

### Moderne
Nach dem Fall des Eisernen Vorhangs hatte die Division Friedensmissionen unter dem Mandat der Vereinten Nationen in Bosnien und Afghanistan.
1995 wurde die Erste Division zusammen mit einer deutschen Division dem 1. Deutsch-Niederländischen Korps unterstellt.
Am 1. Januar 2004 erhielt die „Airmobile Brigade“ den Divisionszusatz „7. Dezember“.

## Denkmal
Nach Angaben des niederländischen Verteidigungsministeriums wurden in Indonesien 683 Soldaten der 1. Division getötet (davon liegt ein Großteil auf dem Menteng Pulo Kriegsfriedhof in Jakarta), was zum Anlass genommen wurde, alljährlich am 7. Dezember vor dem Nationaldenkmal am Dam Platz in Amsterdam eine Gedenkveranstaltung abzuhalten. Nach diversen Protesten um die Kriegsverbrechen dieser Einheit wurde das Denkmal für die Gefallenen der 1. Division „7. Dezember“ im Jahr 1997 in die König-Willem-III-Kaserne nach Apeldoorn verlegt.